# المذاب (المحويت)
المذاب هي إحدى قرى الجمهورية اليمنية. تتبع جغرافيا لمحافظة المحويتو إداريًا لمديرية بني سعد. يبلغ تعداد سكانها 1194 نسمة حسب الإحصاء الذي أجري عام 2004.